# 183
183 је била проста година.

## Догађаји
- Конзули Царства. Цезар Марко Аурелије Комод Антонин и Гај Ауфидије Викторин.
- Неуспели покушај убиства римског цара Комода.
- Откривена је завера против Комода, коју је предводила његова сестра Луцила, а Клаудије Помпејан је требало да убије Комода. Завереници су погубљени. Луцила је послата на Капри, а затим јој је наређено да буде убијена.

## Смрти
- Теофил, антиохијски патријарх
- Децим Велије Руф Јулијан - римски политичар из друге половине 2. века.